# 손목굴
손목굴, 손목터널(carpal tunnel, carpal canal) 또는 수근관(手根管)은 손목의 손바닥 쪽에 위치하여 아래팔과 손을 잇는 통로이다.
손목굴은 손목뼈와 굽힘근지지띠에 의해 경계가 지어진다. 정상적으로는 아래팔 근육 중 굽힘근에 해당하는 여러 근육들의 힘줄과 정중신경이 손목굴을 통과한다. 정중동맥이 나타나는지 여부는 사람마다 변이가 있다.
좁은 손목굴을 통과하는 긴 굽힘근들의 힘줄 아홉 개 중 하나라도 붓거나 퇴행되면 손목굴이 더욱 좁아지며 정중신경이 포착되거나 눌리며 손목굴 증후군의 원인이 될 수 있다.

## 구조

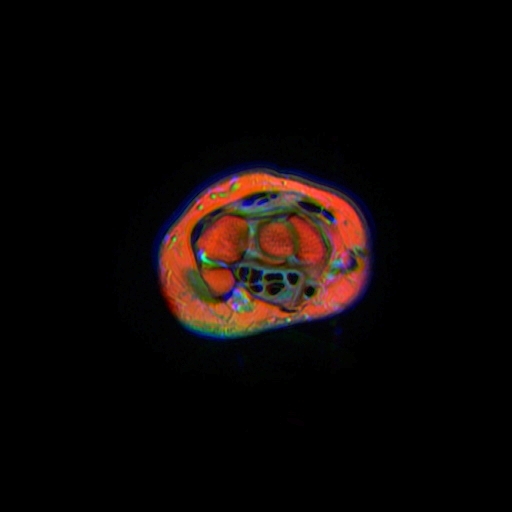
MRI로 촬영한 손목굴

손목을 구성하는 손목뼈는 손등 쪽에서는 볼록하고 손바닥 쪽에서는 오목한 아치 구조를 형성한다. 손바닥 쪽에 있는 고랑인 손목고랑(sulcus carpi)은 굽힘근지지띠와 윤활집의 거친 결합조직으로 덮여 손목굴을 형성한다. 노쪽 측면에서 굽힘근지지띠는 손배뼈의 결절과 큰마름뼈의 능선에 붙는다. 자쪽 측면에서는 갈고리뼈의 갈고리와 콩알뼈에 붙는다.
손목굴에서 가장 좁은 부분은 손목뼈 먼쪽 줄의 중앙선보다 1cm 정도 위쪽으로, 단면적이 대략 1.6 cm2이다.
얕은손가락굽힘근과 깊은손가락굽힘근의 힘줄은 함께 온자쪽윤활집(common ulnar sheath)에 싸인 채로 주행하며, 긴엄지굽힘근은 따로 노쪽윤활집(radial sheath)을 통해 지나간다. 이 힘줄들에 의해 공유되는 힘줄간막은 손목굴의 노쪽과 손바닥 쪽 벽에 붙는다.
손목굴과 굽힘근지지띠의 얕은쪽에는 자뼈굴(귀용굴, Guyon's canal)을 통해 통과하는 자동맥과 자신경이 위치한다.

## 기능

손바닥이 위로 가게 한 손목의 단면. 손목굴이 표시되어 있지는 않지만 중앙 부분에서 볼 수 있다.

열 개의 구조물이 손목굴이 지나가며 이 중 대부분은 굽힘근의 힘줄들이다. 근육 자체가 지나가는 것은 아니다.
- 깊은손가락굽힘근 힘줄 4개
- 얕은손가락굽힘근 힘줄 4개
- 긴엄지굽힘근 힘줄 1개
- 정중신경 - 깊은손가락굽힘근과 얕은손가락굽힘근 힘줄 사이에 있다.

노쪽손목굽힘근 (힘줄 1개)이 종종 손목굴을 지나간다고 서술되기도 한다. 보다 정확히는 노쪽손목굽힘근의 힘줄은 손목굴을 덮고 있는 굽힘근지지띠의 섬유 안을 주행한다.

### 손목 움직임의 효과
손목이 움직이면 손목굴의 모양과 넓이가 변할 수 있다. 손목이 정상적인 범위 내에서 움직일 때는 손이 움직일 때마다 손목뼈가 움직이며 손목굴을 이루는 벽(=뼈)의 구조가 변하기 때문이다. 손목을 굽히거나 펴는 것 모두 손목굴을 더 많이 눌리게 한다.
- 손목을 굽히면 굽힘근지지띠가 노뼈에 더 가까워지게 하여 손목굴 입구의 단면적을 크게 감소시킨다. 또한 알머리뼈의 먼쪽 끝이 손목굴이 열리는 곳 쪽으로 눌리게 된다.[1]
- 손목을 크게 펴면 반달뼈가 손목굴 안쪽으로 눌리게 되어 손목굴이 좁아진다.[1]

## 임상적 중요성

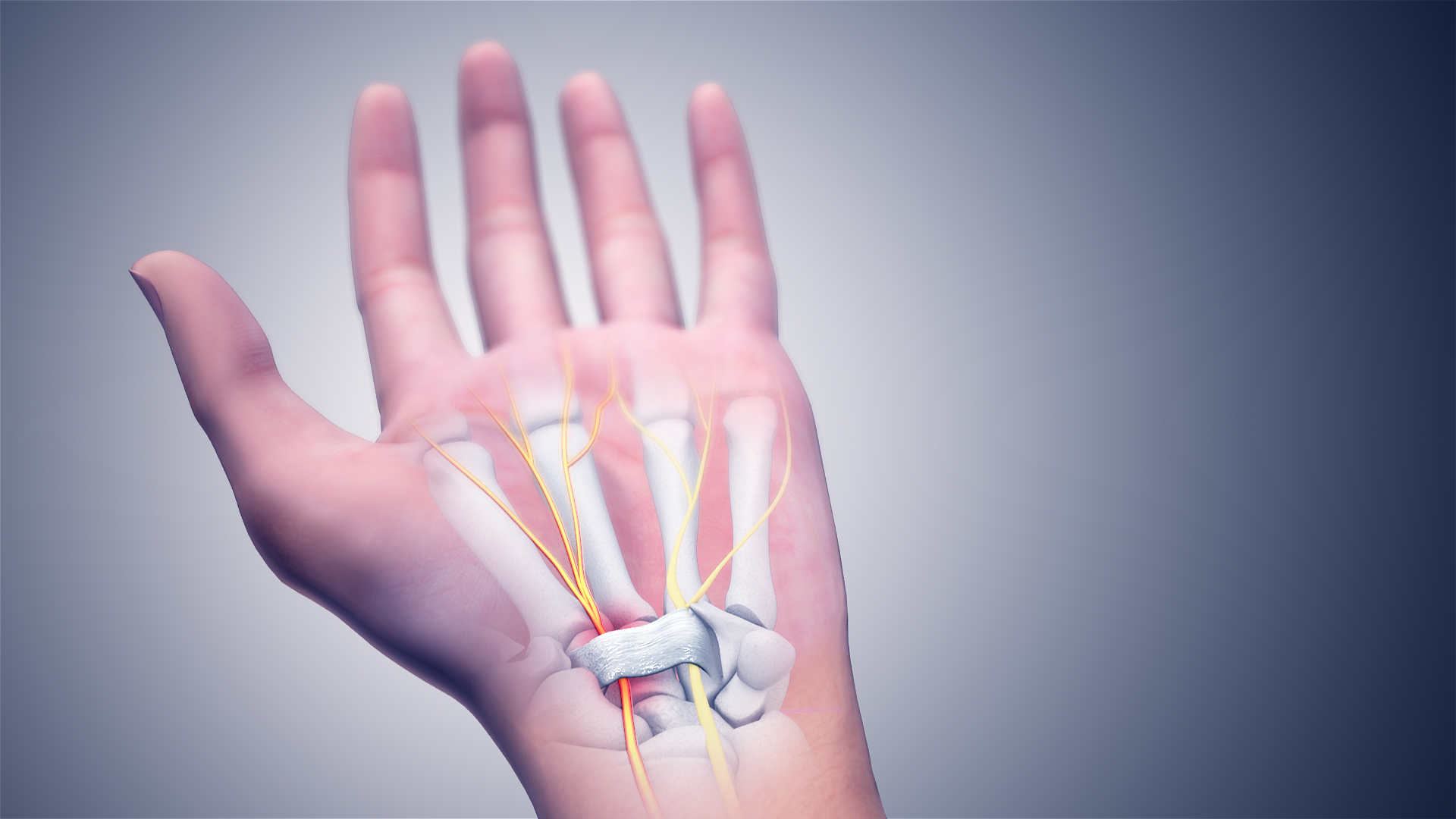
손목굴 증후군을 나타내는 3D 애니메이션

손목굴 증후군은 정중신경의 주행 경로를 따라 바깥쪽 손가락에 저림, 작열통, (바늘로 찌르는 듯한) 통증을 유발하며 이 증상들이 팔로 방사되는 특징을 보인다. 손목굴 증후군의 원인은 손목굴을 지나는 구조물들이 압박되기 때문으로, 반복적인 손의 사용, 류마티스 관절염, 기타 여러 다른 상태들과 연관되어 있다. 티넬 징후와 팔렌 검사를 통해 진단할 수 있다. 깁스를 사용하거나 코르티코스테로이드 투여 등 비수술적 방법으로 치료할 수도 있다. 결정적인 치료를 위해서는 종종 손목굴 천장을 이루는 굽힘근지지띠를 절개해야 할 수도 있다. 손목굴 증후군의 증상이 목과 어깨 부위의 근육들이 꽉 조여서 생기는 경우도 있다.

## 추가 이미지

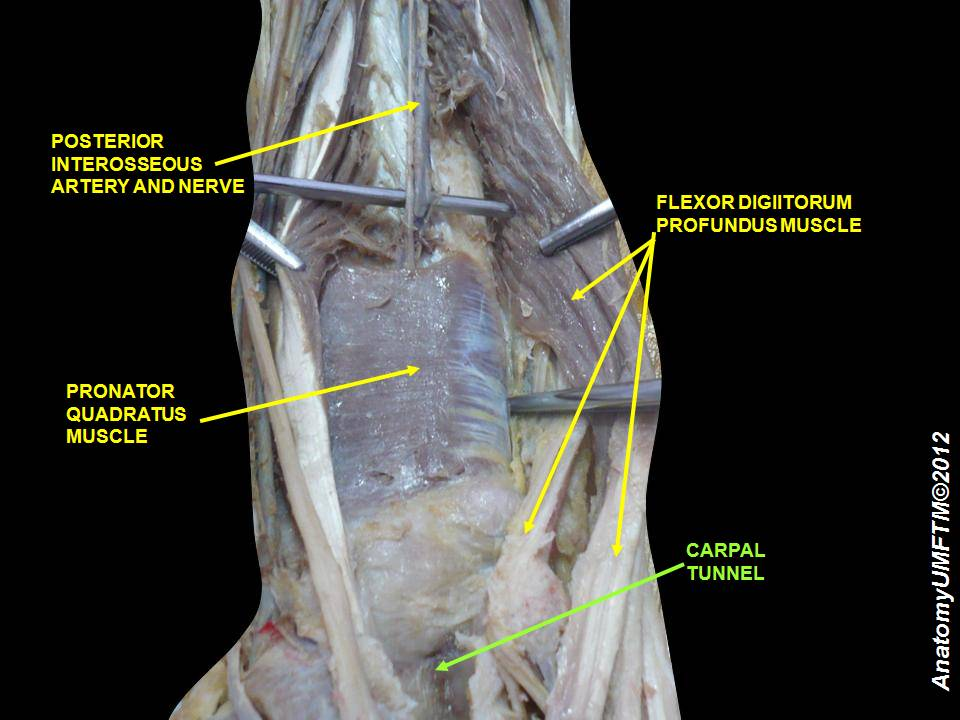
손목굴
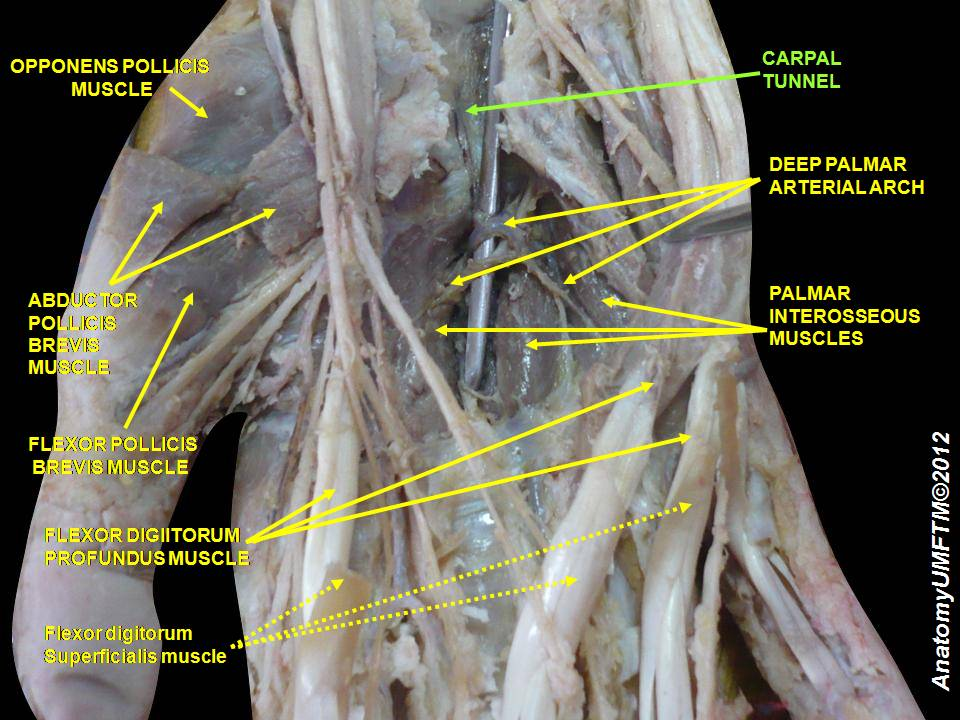
손목굴
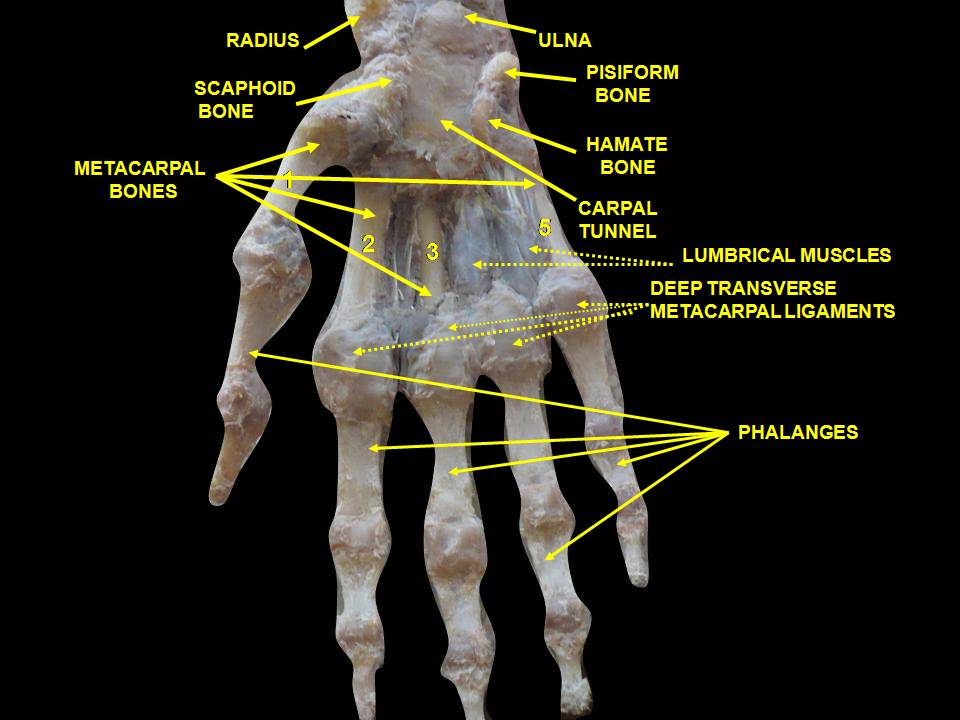
손목관절 깊은 해부. 앞쪽과 손바닥 쪽에서 본 모습.
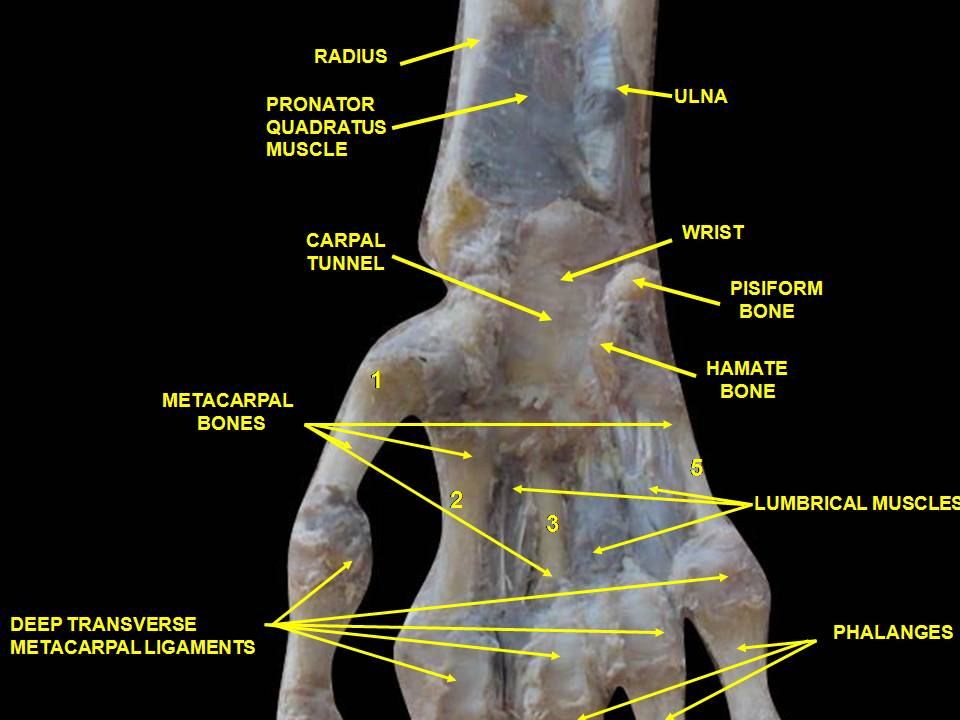
손목관절 깊은 해부. 앞쪽과 손바닥 쪽에서 본 모습.
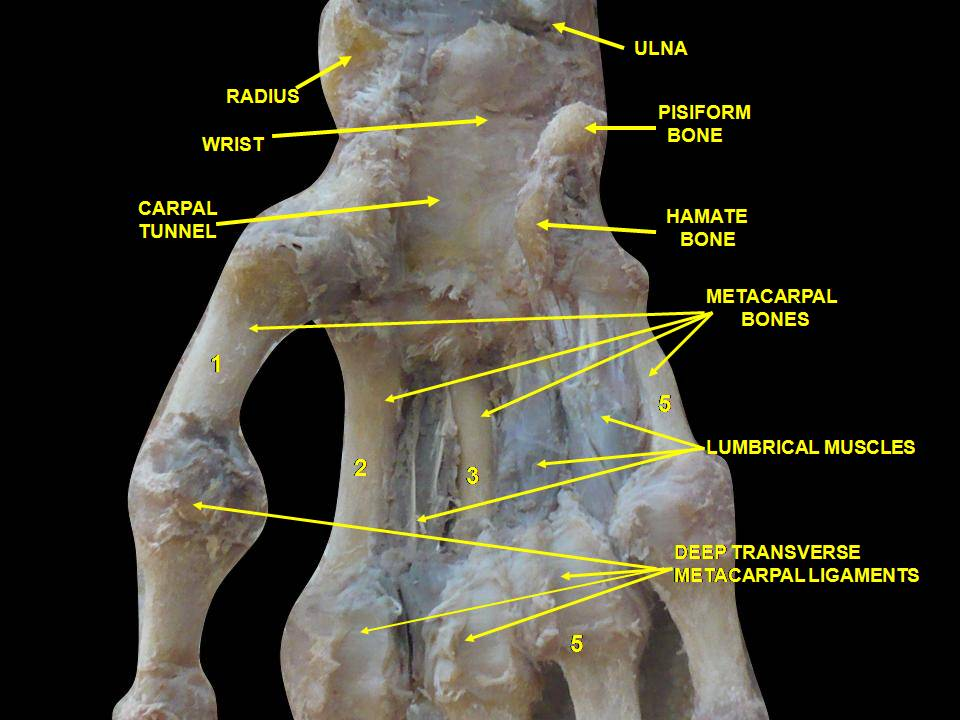
손목관절 깊은 해부. 앞쪽과 손바닥 쪽에서 본 모습.
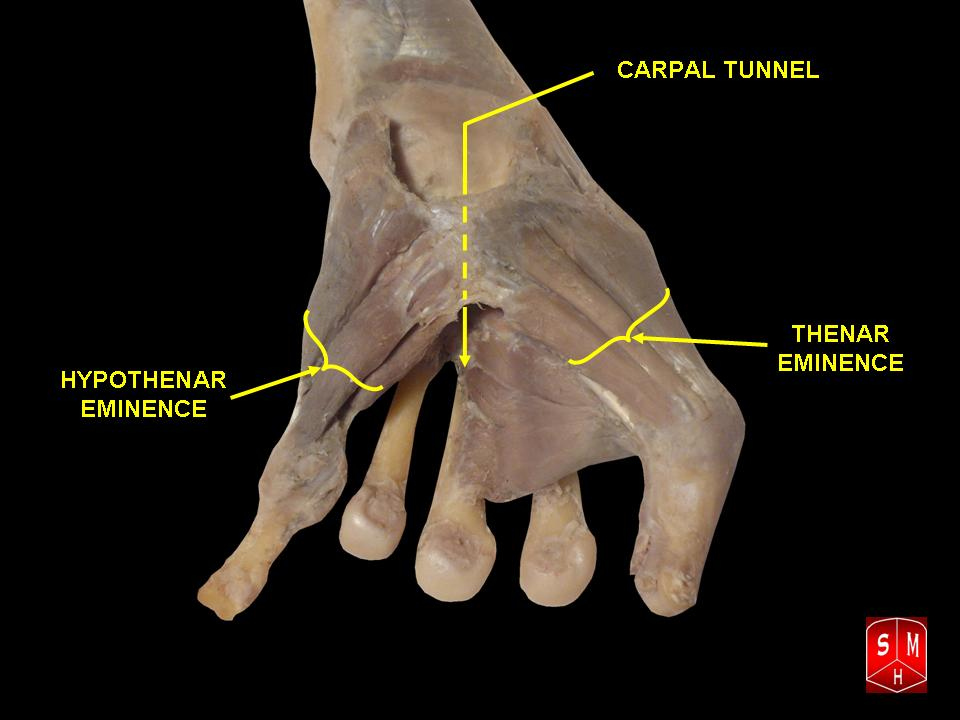
손목굴, 엄지두덩, 새끼두덩
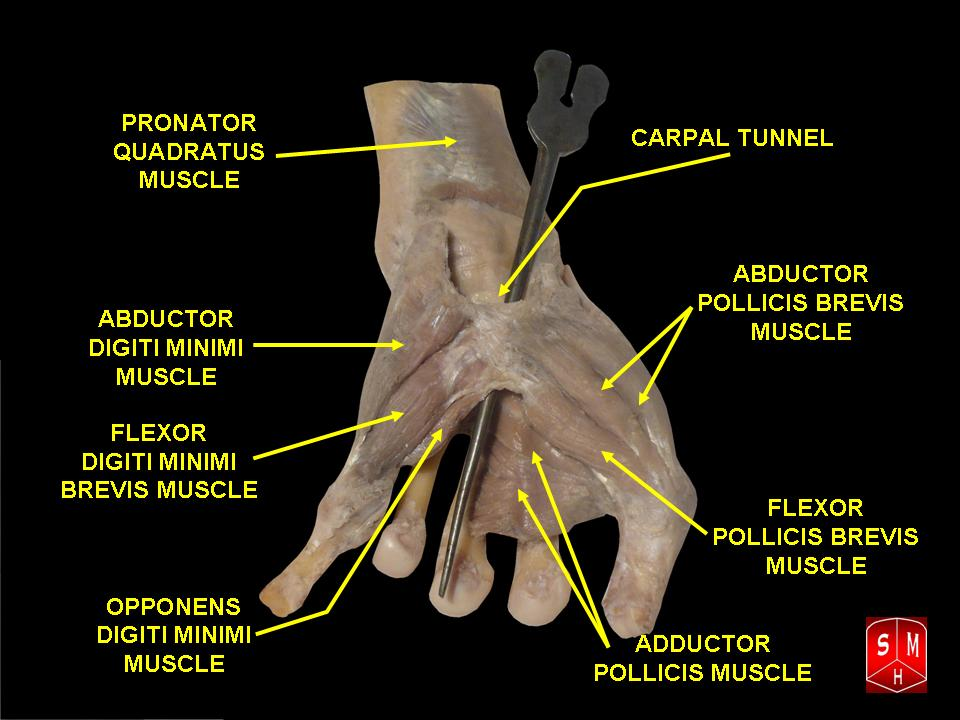
손목굴

## 같이 보기
- 손목굴 수술(영어판)